# Grusonia bradtiana
Grusonia bradtiana ist eine Pflanzenart in der Gattung Grusonia aus der Familie der Kakteengewächse (Cactaceae). Das Artepitheton bradtiana ehrt George M. Bradt, den Herausgeber der Zeitschrift The Southern Florist and Gardener. Spanische Trivialnamen sind „Organillo“ und „Viejo“.

## Beschreibung
Grusonia bradtiana wächst niedrigbleibend, verzweigend und bildet dichte, undurchdringliche Matten von bis zu 1 Meter Höhe. Die grünen Triebabschnitte weisen Durchmesser von 4 bis 7 Zentimeter auf. Es sind acht bis zehn niedrige, gehöckerte Rippen vorhanden.
Die darauf befindlichen weißen Areolen messen 3 bis 5 Millimeter im Durchmesser. Die linealischen, fleischigen, grünen Blattrudimente erreichen einen Durchmesser von bis zu 8 Millimeter und verschwinden schnell. Die 15 bis 25 anfangs bräunlich gelben Dornen werden später weißlich. Sie sind nadelig, drehrund oder leicht abgeflacht und 1 bis 3 Zentimeter lang. Gelegentlich ist der längste von ihnen abwärts gerichtet.
Die gelben Blüten erreichen Längen von 3 bis 4 Zentimetern. Die ellipsoiden Früchte weisen an ihrem Ende einen stark eingesenkten Nabel auf.

## Verbreitung, Systematik und Gefährdung
Grusonia bradtiana ist im mexikanischen Bundesstaat Coahuila in Höhenlagen von 150 bis 1450 Metern verbreitet.
Die Erstbeschreibung als Cereus bradtianus erfolgte 1896 von John Merle Coulter. Nathaniel Lord Britton und Joseph Nelson Rose stellten die Art 1919 in die Gattung Grusonia. Ein weiteres nomenklatorisches Synonym ist Opuntia bradtiana (J.M.Coult.) K.Brandegee (1897).
In der Roten Liste gefährdeter Arten der IUCN wird die Art als „Least Concern (LC)“, d. h. als nicht gefährdet geführt. Die zukünftige Entwicklung der Populationen ist unbekannt.

## Nachweise